# بیابان

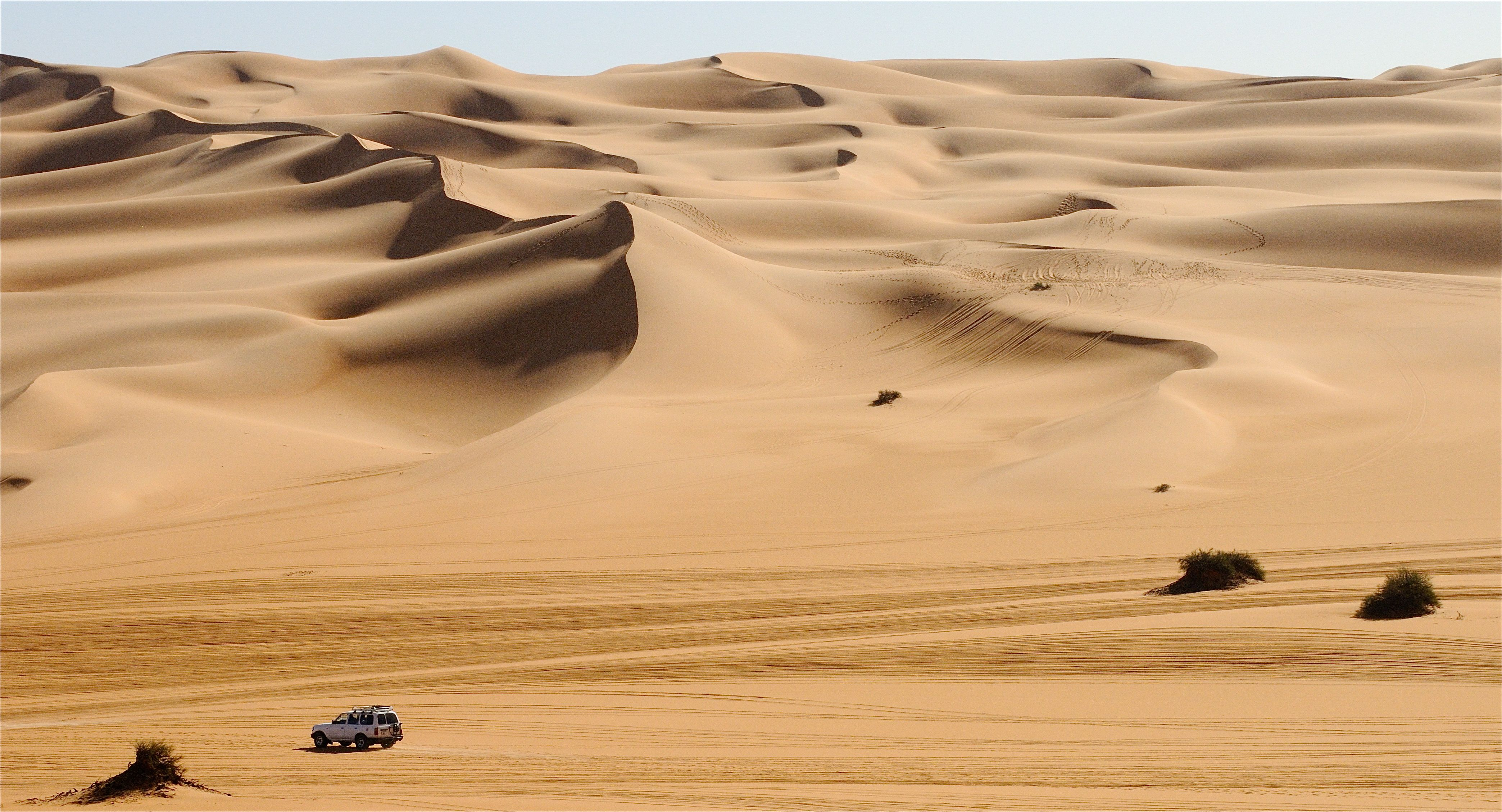
تلماسه‌های صحرای لیبی

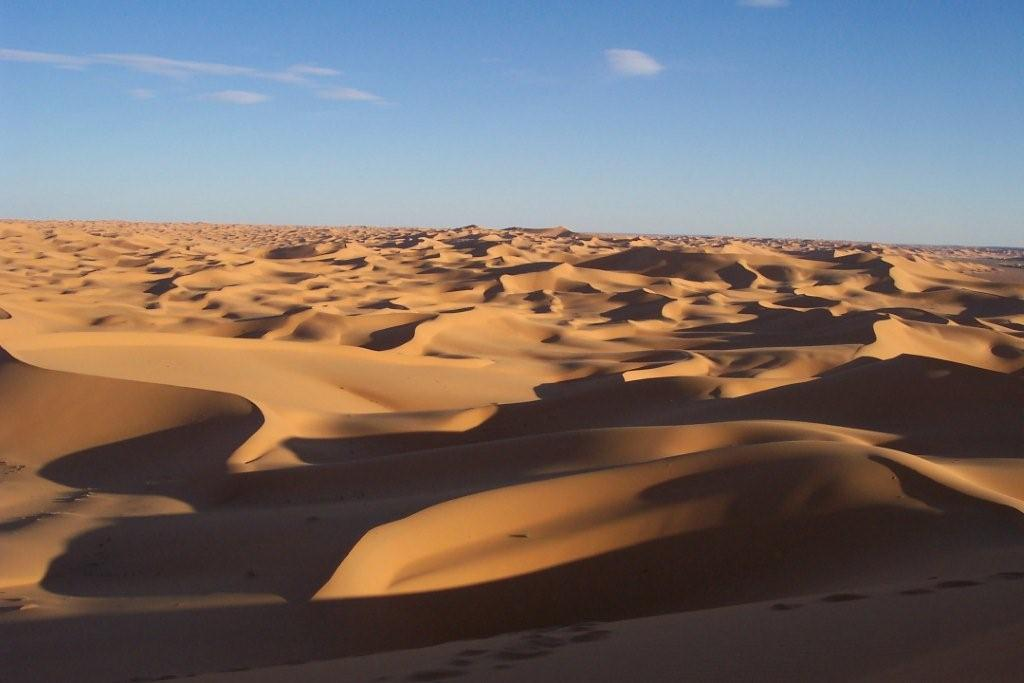
صحرای بزرگ آفریقا بزرگ‌ترین بیابان گرم کره زمین است.

بیابان به فارسی یا صحرا (به عربی: صحراء) یک زمین‌چهر است که به نوعی از منطقه خشک و کم‌باران در جغرافیای کره زمین گفته می‌شود و به خاطر بارندگی سالیانهٔ کم دارای پوشش گیاهی کمی است..
از مهم‌ترین مشخصات مناطق بیابانی بارش کم‌باران، کم بودن پوشش گیاهی و اختلاف زیاد دمای روزانه است. در واقع بیابان به جاهایی گفته می‌شود که با رطوبت کم هوا، موجودات زنده و اختلاف شدید دمای شب و روز مشخص می‌شوند.

## واژه‌شناسی

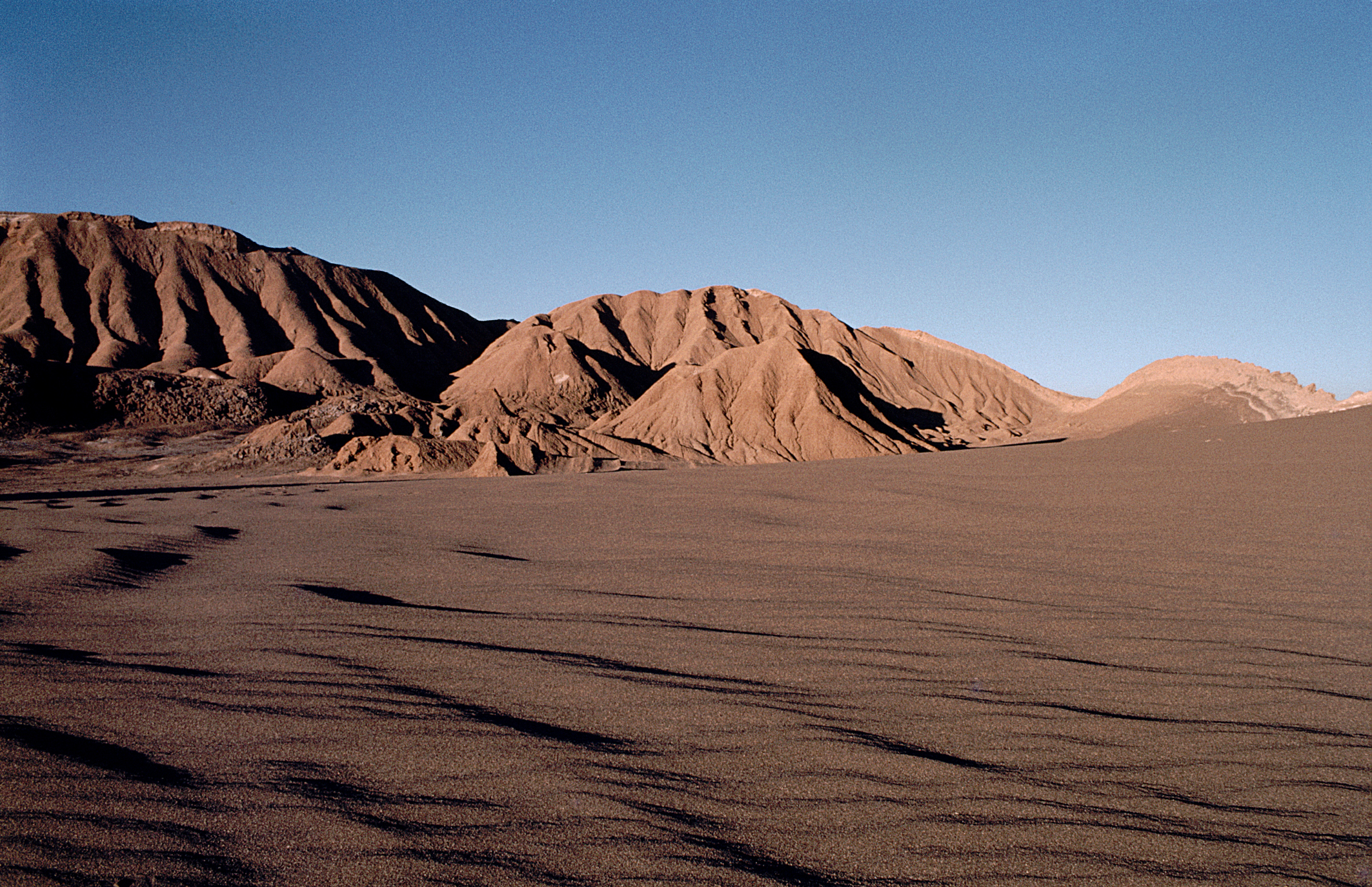
بیابان آتاکاما، شیلی

واژه بیابان از ترکیب بی + آب + آن به معنای مکان بدون آب ساخته شده‌است. در فارسی به بیابان بسیار خشک و خالی بیابان برهوت گفته می‌شود. در زبان ترکی به جای کلمه بیرون از کلمه بیابان استفاده می‌کنند، مثلاً می‌گویند: فلانی رفته بیابان (به معنی بیرون) علت این نوع استعمال به گذشته دور جایی که مغول‌ها به این مناطق حمله‌ور شدند بر می‌گردد چون مغولان صحرانشین بودند و در خیمه‌هایی در بیابان به سر می‌بردند؛ بیرون از خیمه می‌شود بیابان! بنابراین این فرهنگ بعدها وارد شهر شد.

## پراکندگی بیابان‌ها

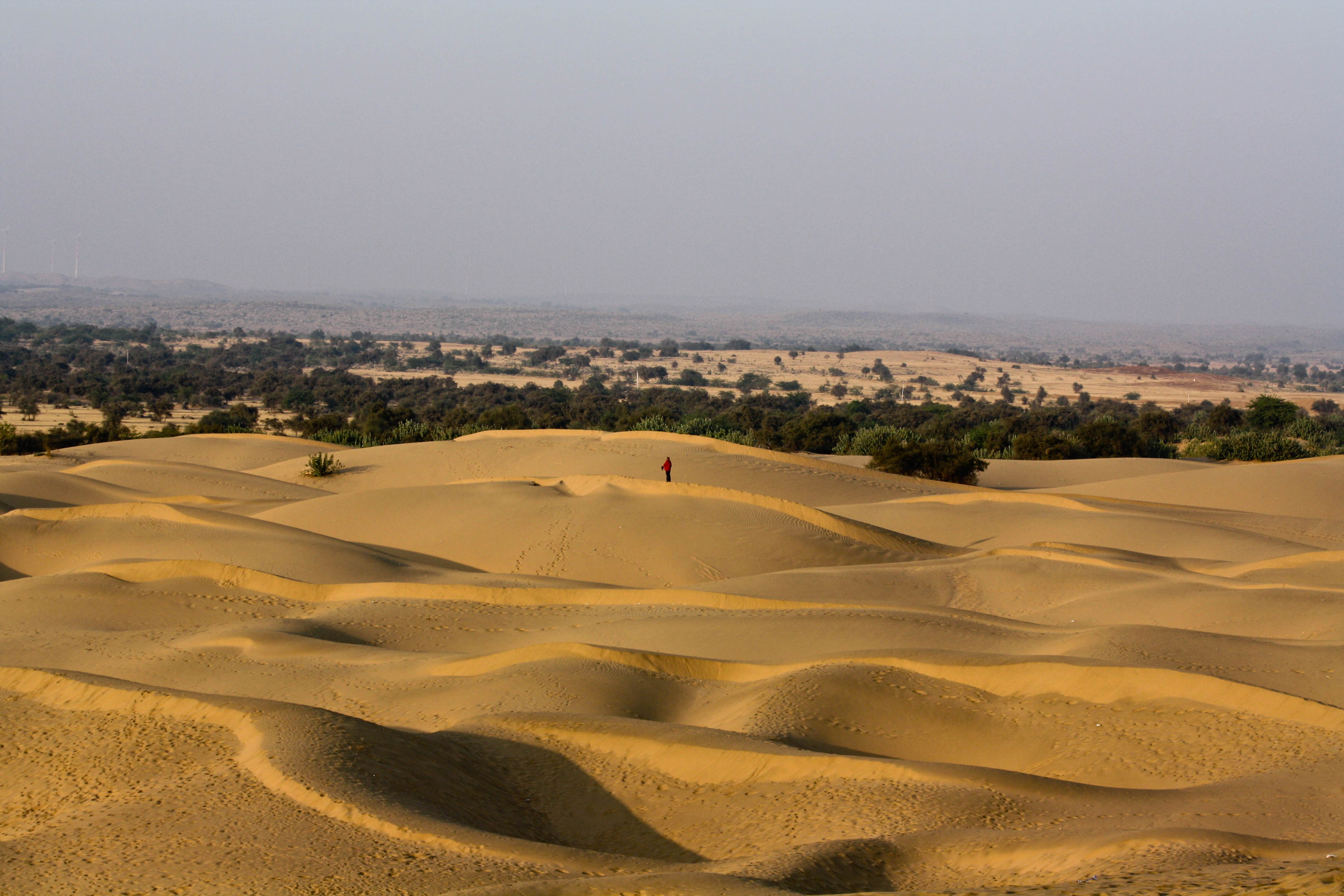
بیابان راجستان در هند

برای بیابان تعاریف متعددی بیان شده‌است. در همه این تعاریف به دو ویژگی اغلب بیابان‌ها یعنی کمبود بارش و تبخیر زیاد تأکید می‌شود. خوشبختانه کارهای زیادی در زمینه بیابان‌زدایی انجام شده‌است.
در زمین چند نوار عمده بیابانی وجود دارد که مهم‌ترین آنها در نیمکره شمالی از مجاورت اقیانوس اطلس تا حدود چین است که شامل صحرای بزرگ آفریقا، بیابان عربستان، بیابان‌های ایران، ترکستان، گبی و تار است.

## تفاوت بیابان و کویر

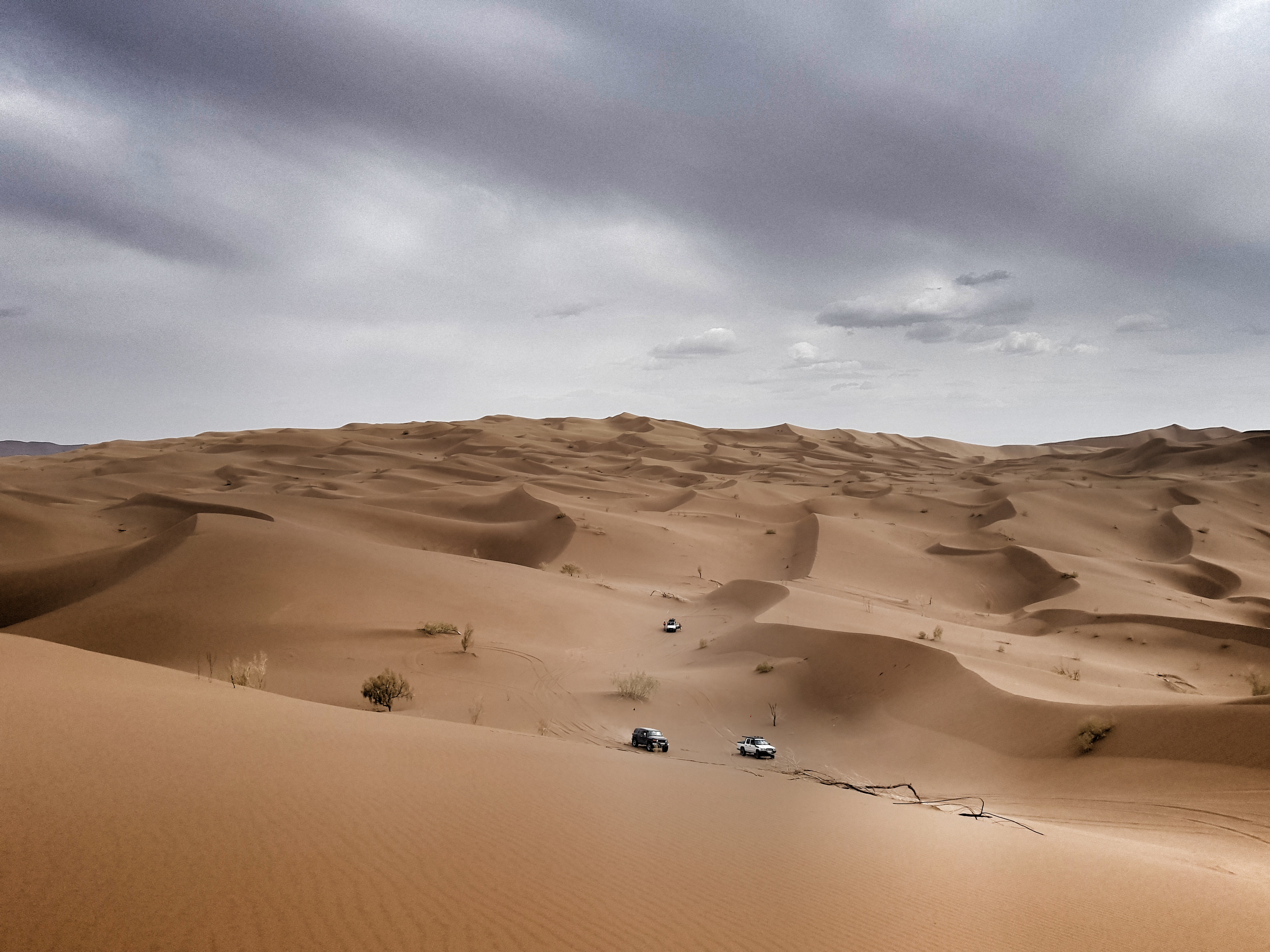
ریگ بزرگ لوت، ایران

با وجود این‌که در بین عامه مردم رایج است که اصطلاح «کویر» و «بیابان» را به‌جای یکدیگر به‌کار می‌برند ولی بین این دو اصطلاح تفاوت اساسی وجود دارد. بیابان به بخشی از مناطق خشک گفته می‌شود که بارندگی سالانه آن کمتر از ۵۰ میلی‌متر است و ممکن است چند سال در آن باران نبارد و با کم‌آبی و تبخیر شدید مواجه است و پوشش گیاهی آن بسیار ضعیف است. اما کویر به زمین‌های رسی پف‌کرده‌ای گفته می‌شود که غلظت نمک در خاک (یا به اصطلاح شوری خاک) منطقه آنقدر زیاد است که هیچ گیاهی نمی‌تواند در خاک آن منطقه رشد کند. در بعضی از کویرها که شوری خاک کمتر است، ممکن است گیاهانی مانند گز که دربرابر املاح نمکی مقاوم است، در آن رشد نماید؛ بنابراین کویر معمولاً زمین‌هایی با شوری بالای خاک و بدون گیاه است که به آن «نمک‌زار» نیز گفته می‌شود.
بیابان واژه‌ای بوم‌شناسی و اقلیمی است و به مکانی با پوشش گیاهی، جانوری و میزان بارندگی کم گفته می‌شود ولی کویر (نمک‌زار) به پست‌ترین نقاط داخلی مناطق بیابانی که میزان نمک در آن بسیار زیاد است، گفته می‌شود.
از تفاوت‌های دیگر بیابان و کویر این است که بیابان پدیده‌ای جغرافیایی و اقلیمی است در حالی که کویر در مجاورت بیابان‌ها و گاهی در میان آن‌ها شکل گرفته و پدیده ای ژئومورفولوژیکی- هیدرولوژیکی است. همچنین تعریف بیابان و کویر از دیدگاه‌های مختلف تفاوت دارد، به عنوان مثال از نظر جغرافیا و اقلیم‌شناسی بیابان واقعی به سرزمینی گفته می‌شود که متوسط بارش سالانه آن کمتر از ۵۰ میلی‌متر است. در گیاه‌شناسی، علوم کشاورزی و منابع طبیعی مناطقی را بیابان گویند که از لحاظ پوشش گیاهی بسیار فقیر باشد. یا سطح وسیعی از آن به کلی فاقد گیاه باشد. ولی کویر به مناطقی باتلاقی گفته می‌شود که در دل بیابان و انتهای حوضه آبریز قرار دارند و معمولاً به دلیل سطح بالای آب در اعماق کم زمین، نمک به سطح زمین نزدیک و موجب شوری شدید می‌شود.
تفاوت‌های بیابان و کویر را می‌توان به صورت زیر خلاصه کرد:
- مواد رسوبی بیابان‌ها بیشتر از نوع ماسه، شن، ریگ و … است و بافت خاک بیابان نسبت به کویر درشت‌تر است ولی کویر دارای خاک ریزبافت مثل رس و … است.
- مقدار شوری خاک و نمک در بیابان‌ها کمتر از کویر است. درجه شوری خاک کویر بسیار زیاد است.
- پوشش گیاهی در بیابان بسیار کم و نادر است. پوشش گیاهی کویر از نوع گیاهان شورپسند (هالوفیت) است.
- بیابان معمولاً فاقد آب است، مگر در واحه‌ها، در حالی که کویرها اغلب دارای آب هستند و سطح آب هم معمولاً بالا است.
- بیابان برعکس کویر سطحی نسبتاً ناهموار دارد و چندان مسطح نیست ولی کویر سطحی نسبتاً صاف دارند و معمولاً آب ناهمواری‌های اطراف وارد آن می‌شود و به همین دلیل گاهی به صورت دریاچه‌های کوچک فصلی نیز ظاهر می‌شوند.[۷]

## ویژگی آب و هوای خشک
1. بارندگی در مناطق خشک کم و نامنظم است.
2. مقدار باران در سال‌های مختلف متفاوت است و ممکن است حتی چندین سال بارندگی صورت نگیرد.
3. بارندگی کم و اگر باشد اغلب شدید و به صورت رگبار است.
4. به علت خشکی و وزش باد میزان تبخیر و تعرق بیشتر از بارندگی سالانه‌است.
5. وزش باد در مناطق خشک به ویژه بیابان‌ها شدید است که علاوه بر حمل ذرات گرد و غبار بر خشکی هوا می‌افزاید.
6. نیمه اول سال بسیار گرم و نیمه دوم سال بسیار سرد است اما باران نمی‌بارد.
7. هوا گرد و غبار بسیاری دارد و گرم و خفه است.
8. پوشش گیاهی این منطقه فقیر است.

## بزرگ‌ترین بیابان‌ها

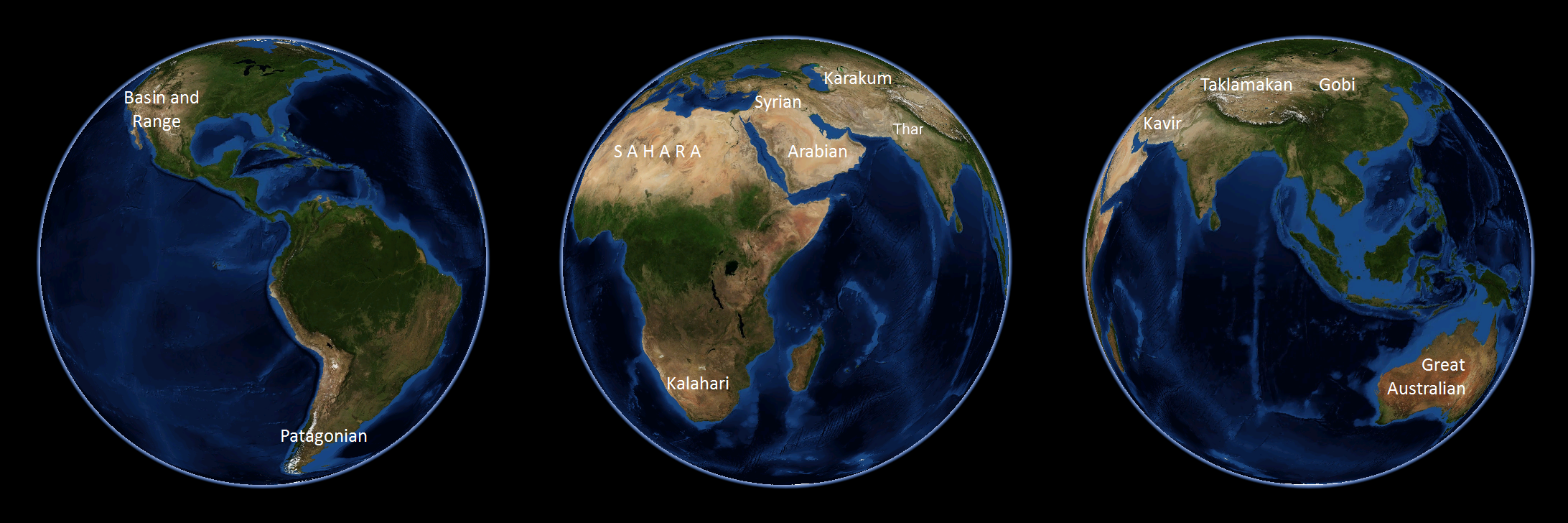
بزرگ‌ترین بیابان‌های خارج از مناطق قطبی زمین

بیابان‌ها حدود یک سوم مساحت سطح زمین را پوشانده‌اند. زمین‌های پست انتهایی در بیابان‌ها ممکن است پوشیده از نمک باشند که به آن‌ها کویر گفته می‌شود. فرآیندهای بادی از عوامل عمده در شکل‌دهی به چشم‌اندازهای بیابانی هستند. بیابان‌های قطبی که "بیابان‌های سرد" نیز نامیده می‌شود) نیز دارای عوارض و ویژگی‌های مشابهی هستند، با این تفاوت که به جای باران، نوع غالب بارش در آن‌ها، برف است. جنوبگان بزرگ‌ترین بیابان سرد دنیا است (که حدود ۹۸٪ آن را یخسار قاره‌ای صخیم و ۲٪ را سنگ‌ها و صخره‌های عریان پوشانده‌است). برخی از این صخره‌های عریان در دره‌های خشک جنوبگان یافت می‌شود که تقریباً هیچ‌گاه بارش برف را دریافت نمی‌کنند. این دره‌ها می‌تواند دارای دریاچه آب شورپوشیده از یخ باشد که نشان می‌دهد به دلیل شدت زیاد بادهای پایین‌رو که حتی یخ را تبخیر می‌کند، تبخیر بسیار بیشتر از بارش نادر برف است.
| رتبه | بیابان                            | مساحت (کیلومتر مربع) | مساحت (مایل مربع) |
| ---- | --------------------------------- | -------------------- | ----------------- |
| ۱    | جنوبگان (جنوبگان)                 | ۱۴٬۲۰۰٬۰۰۰           | ۵٬۴۸۲٬۶۵۱         |
| ۲    | شمالگان (شمالگان)                 | ۱۳٬۹۰۰٬۰۰۰           | ۵٬۳۶۶٬۸۲۰         |
| ۳    | صحرای بزرگ آفریقا (آفریقا)        | ۹٬۲۰۰٬۰۰۰            | ۳٬۵۵۲٬۱۴۰         |
| ۴    | صحراهای استرالیا (استرالیا)       | ۲٬۷۰۰٬۰۰۰            | ۱٬۰۴۲٬۴۷۶         |
| ۵    | بیابان عربی (خاورمیانه)           | ۲٬۳۳۰٬۰۰۰            | ۸۹۹٬۶۱۸           |
| ۶    | بیابان گبی (آسیا)                 | ۱٬۲۹۵٬۰۰۰            | ۵۰۰٬۰۰۲           |
| ۷    | بیابان کالاهاری (آفریقا)          | ۹۰۰٬۰۰۰              | ۳۴۷٬۴۹۲           |
| ۸    | بیابان پاتاگونیا (آمریکای جنوبی)  | ۶۷۳٬۰۰۰              | ۲۵۹٬۸۴۷           |
| ۹    | بیابان شام (خاورمیانه)            | ۵۰۰٬۰۰۰              | ۱۹۳٬۰۵۱           |
| ۱۰   | بیابان گریت بیسین (آمریکای شمالی) | ۴۹۰٬۰۰۰              | ۱۹۰٬۰۰۰           |

بیابان‌ها، چه گرم و چه سرد، در تعدیل دمای زمین نقش دارند. دلیل این ویژگی آن است که بیابان‌ها مقداری بیشتری از نور ورودی را منعکس می‌کنند و سپیدایی آن‌ها از جنگل یا دریا بالاتر است.

## علل ایجاد بیابان‌ها

### گرم شدن زیاد منطقه بر اثر تابش خورشید
در منطقه‌های استوا هوای گرم به دلیل سبکی و افت بی در رو دما به سمت لایه‌های بالای جو حرکت می‌کند. وقتی تا حد زیادی بالارفت دمایش کاهش یافته و به صورت افقی در لایهٔ بالای جو به سمت عرض‌های بالاتر جغرافیایی حرکت می‌کند (به سمت منطقه جنب استوایی یا جنب حاره‌ای می‌رود) در بین راه دمایش کاهش یافته و سنگین می‌شود و در عرض‌های حدوداً ۲۵ تا ۳۰ درجه مانند آبشاری فروکش می‌کند و به سمت سطح زمین می‌آید. درست در آن منطقه‌ای که پایین می‌آید توده هوای کم فشار محلی وجود دارد که به دلیل گرمی و سبکی میل به صعود دارد ولی همین هوای مهاجری که از لایه‌های بالای جو از استوا آمده مثل چکشی بر سر توده هوای محلی فشار وارد می‌کند و اجازه نمی‌دهد که این توده هوای محلی صعود کرده و بارش ایجاد کند توده هوای مهاجر را پر فشار جنب حاره‌ای می‌نامند که باعث به وجد آمدن بیابانهایی چون صحرا در آفریقا ربع الخالی عربستان و بیابان لوت در ایران شده‌است. بیابان گبی در مغولستان بدین طریق به وجود نیامده است، زیرا در چنین عرض جغرافیایی واقع نشده‌است. بیابان گبی به دلیل محصور بودن توسط رشته کوه و دوری از دریا و ضریب بری بودن بالا؛ از رطوبت بی نصیب مانده‌ است و جزو بیابان‌های سرد محسوب می‌شود. وقتی سخن از بیابان به میان می‌آید همیشه احساس گرمای زیاد تداعی می‌شود. درحالی‌که بیابان‌های سرد قطبی هم وجود دارد.

### فشار زیاد جنب قاره‌ای
فشار هوا در همه عرض‌های جغرافیایی یکسان نیست. وقتی در جایی فشار هوا کم باشد، هوا به علت سبکی بالا رفته و پس از سرد شدن در صورت وجود رطوبت کافی و سایر شرایط لازم موجب بارندگی می‌شود. هوای گرم و مرطوب استوایی پس از ایجاد بارش به اطراف مدار رأس‌السرطان و رأس‌الجدی حرکت می‌کند. اما به علت سنگین شدن و تراکم در عرض‌های جغرافیایی ذکر شده فرومی‌نشیند و یک منطقه پر فشار به وجود می‌آورد. این توده هوا با از دست دادن رطوبت خود فرومی‌نشیند نتیجه این امر خشکی و گرمی هوا و صاف بودن آسمان در این مناطق است.
در دریا این منطقه را مدار بدون باد یا عرض جغرافیایی اسب، بر گرفته از نام کاشف آن ساتاسپ دریانورد ایرانی دوران خشایارشا می‌نامند.

### جریان‌های آب سرد ساحلی

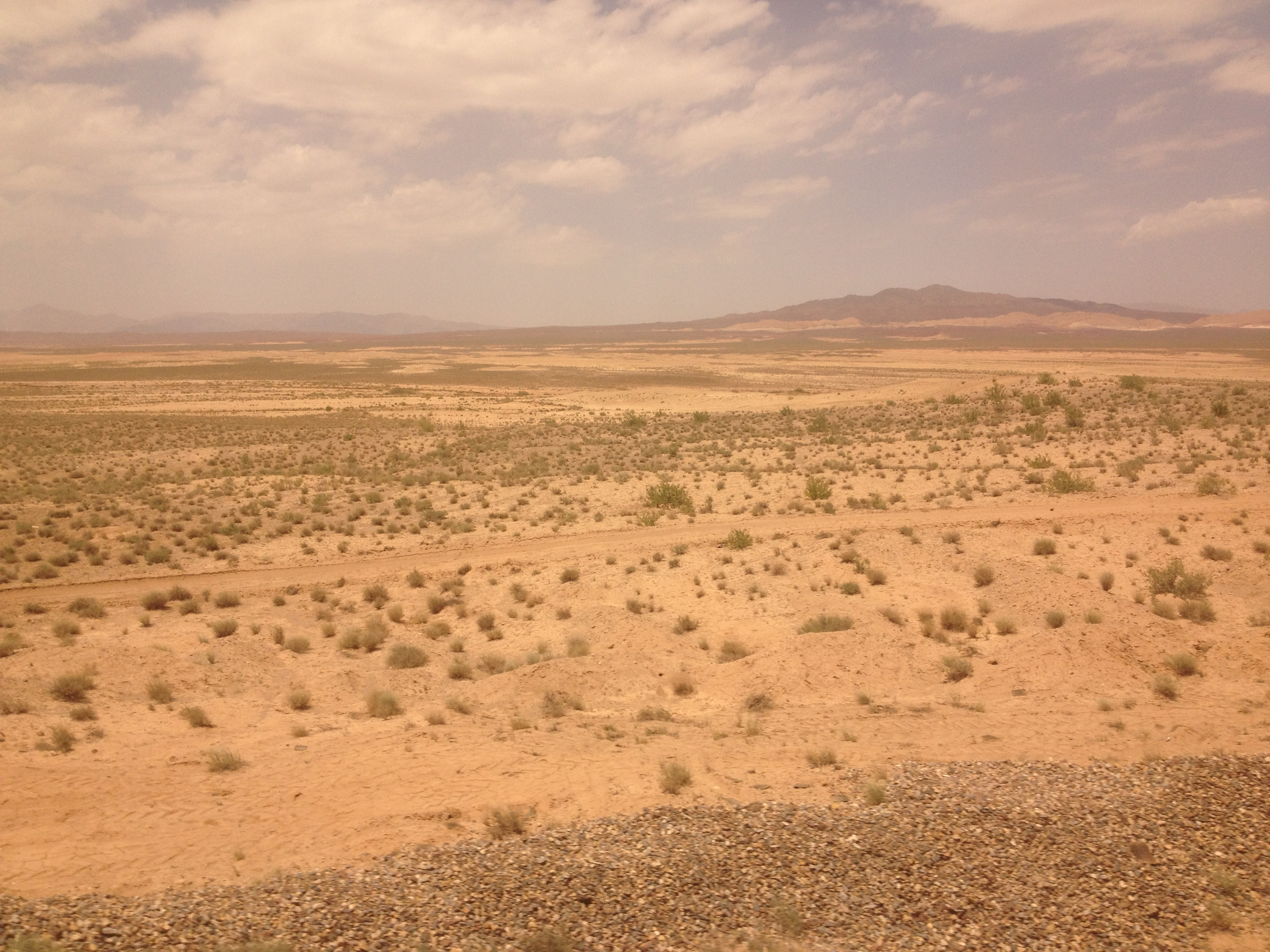
کویر مرکزی ایران، استان سمنان و در حوالی شاهرود

جریان‌های سرد اقیانوسی که از قطب جنوب به سمت استوا حرکت می‌کند، در برخی نقاط ساحلی به علت ایجاد هوای سرد و نشست هوا، مانع ایجاد بارش در این مناطق می‌شود، مانند بیابان آتاکاما در آمریکای جنوبی. بیابان نامیب در آفریقا.

### دوری از منبع رطوبتی (دریا) و وجود کوهستان
بسیاری از بیابان‌های دنیا در اثر دوری از منبع رطوبتی و وجود کوهستان مانع در برابر رطوبت شکل گرفته‌اند. در این حالت به اثر سایه کوه می‌گویند.. بیابان تکلامکان (تکله مکان) در آسیای مرکزی و بیابان گبی در مغولستان از دریا دورند و بیابان مرکزی ایران نیز تحت تأثیر اثر کوه رشته کوه البرز و زاگرس است.

## انواع بیابان

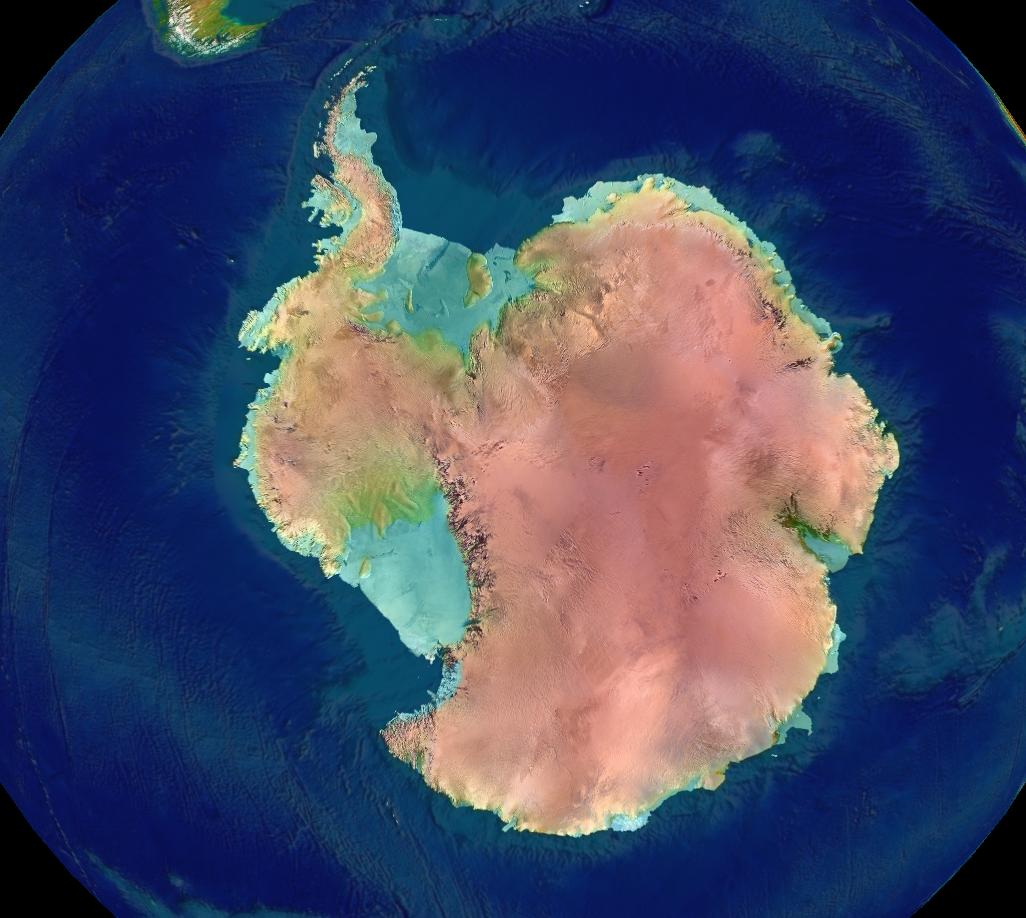
جنوبگان بزرگ‌ترین بیابان جهان است. این نوع بیابان از نوع بیابان‌های قطبی است.

### بیابان‌های قطبی
این بیابان‌ها شامل نواحی وسیعی هستند که به‌وسیله یخ پوشیده شده‌اند و به علت پایین بودن دما و سرمای زیاد ناحیه خیلی خشک هستند. مانند: جنوبگان و شمالگان

### بیابان‌های توپوگرافی
بیابانهایی هستند که کمی رطوبت آن‌ها به علت دور بودن از اقیانوس‌ها و قرار گرفتن در مرکز قاره‌ها یا وجود کوه‌های بلند و مرتفع که جلوی بادهای اصلی ناحیه را گرفته و از رسیدن رطوبت به این نواحی جلوگیری می‌کنند، است. مانند: بیابان گبی در مغولستان.

### بیابان‌های استوایی
این بیابان‌ها که. در فاصله بین ۱۵ و ۳۰ درجه شمال و جنوب خط استوا قرار دارند. مانند: به عنوان مثال می‌توان بیابان شمال آفریقا و بیابان عربستان را نام برد.

## تخریب در بیابان‌ها
تخریب شیمیایی در بیابان‌ها به علت کمی رطوبت به ندرت انجام می‌گیرد. از این جهت بیشتر قطعات و ذرات کانی‌ها و همچنین سنگ‌ها در بیابان‌ها دستخوش تغییرات شیمیایی نشده‌اند. از انواع تخریب‌های فیزیکی که در بیابان‌ها انجام می‌گیرد، می‌توان عمل نیروی ثقل (گرانشی)، انرژی باد و تغییرات درجه حرارت را نام برد که از جمله عوامل مؤثر در تخریب مکانیکی هستند. تغییرات درجه حرارت سبب انبساط و انقباض سنگ‌ها شده و باعث تخریب آن‌ها می‌گردد. عدم وجود پوشش گیاهی در بیابان‌ها موجب می‌شود که مواد حاصل از تخریب به‌وسیله باد به سهولت جابجا و پراکنده شود.

## آب‌ها در بیابان
مقدار آب‌های جاری در بیابان‌ها بسیار کم است ولی باران‌های اتفاقی اغلب به صورت رگبار نازل می‌شود. در نواحی خشک به علت کمی پوشش گیاهی مقدار آبی که در سطح زمین جریان می‌یابد نسبت به مناطق دیگر با پوشش گیاهی زیاد با باران مشابه خیلی بیشتر است و در نتیجه هر چند که مقدار این آب‌ها نیز کم باشد در تخریب، حمل و نقل و رسوب‌گذاری در بیابان‌ها نقش مهمی دارد.
در بیابان‌ها ممکن است رودخانه‌های کمی جاری باشند که از نقاط مرطوب منشأ گرفته و از بیابان‌ها عبور می‌کنند، ولی اکثر این رودخانه‌ها به حوضه‌های داخلی ریخته و وارد دریا نمی‌شوند.

## عمل باد در بیابان‌ها

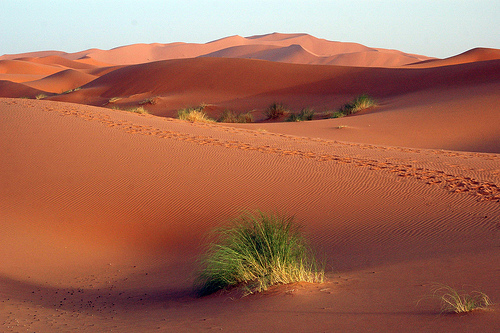
زیستگاه تپه ماسه‌ای عرق الشبی

گرچه باد از نظر فرسایش از آب به مراتب دارای اهمیت و قدرت کمتری است؛ ولی نقش مهمی را در فرسایش بیابان‌ها به عهده دارد. در مناطق خشک که رسوبات تخریبی و سست توسط هیچ پوشش گیاهی محافظت نمی‌شوند. بادها به آسانی مواد را از جایی برداشته و در جایی دیگر انباشته می‌سازند. در نتیجه باد علاوه بر عمل حمل و نقل، عمل تخریب و رسوبگذاری را نیز انجام می‌دهد.
حمل مواد به‌وسیله باد
باد قادر است ذرات موجود در سطح زمین را برداشته و با خود تا مسافتی حمل نماید. میزان حمل، مقدار جابجایی و سرعت ته نشست مواد بستگی مستقیم به قدرت (سرعت) باد و قطر ذرات دارد؛ یعنی هرچه سرعت باد بیشتر باشد می‌تواند ذرات را به ارتفاع بیشتر و به فاصله دورتر ببرد و همچنین دانه‌های درشت‌تری را با خود حمل کند. برای به حرکت درآوردن ذرات خشک سرعت کمتری لازم است تا ذرات مرطوب؛ بنابراین در بیابان‌های خشک به علت نبودن رطوبت و پوشش گیاهی حمل مواد به‌وسیله باد خیلی بهتر و سریعتر انجام می‌گیرد. سرعت باد با نزدیک شدن به سطح زمین (در اثر ایجاد اصطکاک) کم گشته ولی با دور شدن از سطح زمین به میزان سرعت آن افزوده می‌شود.
نحوه حمل مواد توسط باد
حمل مواد به وسیله باد نسبت به وزن دانه‌ها به سه طریق انجام می‌گیرد:

حرکت معلق برای ذرات ریز
ذرات خیلی ریز ماسه، سیلت‌های دانه‌ریز، گرد و غبار و خاکسترهای آتشفشانی چون بسیار سبک هستند. حتی به‌وسیله بادهای خیلی ملایم به آسانی به هوا بلند شده و مدت‌ها در هوا به حالت معلق باقی می‌مانند. به‌طور کلی در شرایط عادی ذرات با قطر کوچک‌تر از ۰٫۰۳ میلی‌متر که در روی سطح زمین قرار گرفته‌اند، می‌توانند به‌وسیله باد به هوا بلند شوند. این ذرات ممکن است صدها متر از سطح زمین بلند شده و همچنین کیلومترها جابجا شوند.

حرکت جهشی برای ذرات متوسط
باد به تنهایی نمی‌تواند ذرات متوسط را از جا بلند کند بلکه بر اثر برخورد ذرات ماسه با یکدیگر به هوا پرتاب می‌شوند که به این نوع حرکت جهشی می‌گویند. وقتی سرعت باد به حد معینی برسد ذرات ماسه شروع به چرخش و غلتیدن به سمت جلو می‌کنند که ممکن است در اثر برخورد با ذرات دیگر باعث حرکت یا پرتاب آن‌ها به هوا شوند. وقتی ذره‌ای به هوا بلند می‌شود تحت تأثیر دو نیروی نیروی گرانشی و نیروی سرعت باد، قرار می‌گیرد. ذرات در اثر نیروی گرانش به زمین برمی‌گردند ولی در اثر نیروی باد به جلو رانده می‌شوند.

حرکت چرخشی برای ذرات درشت
ذراتی که درشت‌تر هستند اغلب به سبب وزن و درشی از جا کنده نشده و در هوا پراکنده نمی‌شوند بلکه وقتی سرعت باد به‌حد کافی برسد، با چرخش یا غلتیدن به سمت جلو حرکت می‌کنند. این عمل چرخش را Reptation می‌گویند.

## فرسایش به‌وسیله باد
عمل فرسایش باد به دو صورت انجام می‌گیرد: بادکند (Deflation) و بادساب (Abrasion).

### بادکَند
جابجایی ذرات توسط باد را بادکند می‌گویند. باد قادر است ذرات ریز و کوچک موجود در سطح زمین را به‌ویژه در مناطقی که فاقد پوشش گیاهی و رطوبت زیاد است به آسانی از یک نقطه به نقطه دیگر منتقل کند و ممکن است این عمل سبب کنده شدن سطح زمین و به وجود آمدن گودی‌هایی می‌شود که گاهی ممکن است تا صد متر عمق داشته باشند.

### سنگفرش بیابان
در مناطقی که ذرات درشت و ریز وجود داشته باشد باد سبب جابجا شدن ذرات ریزتر و سبکتر شده و قطعات بزرگ‌تر سنگ‌ها بر جای باقی می‌مانند که بعد از گذشت زمان سنگ‌های درشت‌تر باقی‌مانده و منظره فرشی به خود می‌گیرند که اصطلاحاً به آن سنگ‌فرش بیابان یا Hamade می‌گویند.

### یاردانگ
باد در مناطق بیابانی به ویژه در زمین‌های سست و نرم موجب تشکیل شیارهای طولی و طویل می‌گردد که یاردانگ نامیده می‌شود. این نوع شیارها در جنوب دشت لوت دیده می‌شود.

### بادساب
موادی که به‌وسیله باد حمل می‌شوند در اثر برخورد با یکدیگر سایش پیدا می‌کنند. این عمل ساییدگی که به‌وسیله باد انجام می‌گیرد را بادساب می‌نامند. البته عمل ساییدگی بدون بادکَند امکان‌پذیر نیست. چون در اثر حمل مواد است که ساییدگی یا خراش به وجود می‌آید. ذرات یا دانه‌های ماسه‌ای که به‌وسیله باد حمل می‌شوند، به دلیل سختی که دارند وسایل بسیار مناسبی برای سایش سنگ‌ها، ساختمان‌ها، دیوارها و … هستند.

### سنگ‌های بادساب
سنگ‌ها و قلوه‌سنگ‌هایی که یک سطح آن‌ها در اثر باد صیقلی و صاف شده‌است در اثر تغییر جهت باد یا چرخش سنگ‌ها در محل اولیه خود چند سطح صاف در آن‌ها ایجاد گردد به چنین سنگ‌هایی که به علت سایش باد به وجود آمده‌اند سنگ‌های بادساب (ventifact) می‌گویند.

## فرسایش لانه‌زنبوری
برخورد مداوم بادهای قوی و دائمی که ذرات ماسه همراه دارند بر روی صخره‌ها یا سنگ‌هایی که در سطح زمین به‌ویه در نقاط خشک و نیمه خشک قرار دارند باعث می‌گردد که بتدریج این سنگ‌ها فرسایش حاصل کنند و نوعی فرسایش لانه‌زنبوری از خود نشان دهند.

## تخت دیو
گاهی باد مواد نرمی را که در زیر تخته سنگ‌ها قرار گرفته‌اند تخریب نموده و با خود حمل می‌کند و در نتیجه پدیده قارچ مانندی به وجود می‌آید که اصطلاحاً به آن تخت دیو می‌گویند.